# نهر سانت فرانسيس
نهر سانت فرانسيس هو أحد روافد نهر المسيسيبي، في جنوب شرق ولاية ميسوري وشمال شرق أركنساس في الولايات المتحدة. يستنزف النهر منطقة ريفية في الغالب ويشكل جزءًا من خط ولاية ميسوري-أركنساس على طول الجانب الغربي من ميسوري بوتيل.